# Southern Frontier Cup 2021
La Southern Frontier Cup 2020 será la primera edición de la Southern Frontier Cup, un torneo internacional de fútbol celebrado en Surrey, Inglaterra. Se disputaría del 23 al 24 de mayo de 2020 en Whyteleafe, Surrey. La competición se llevaría a cabo una semana antes de la Copa Mundial de Fútbol de ConIFA de 2020 en Skopje, Macedonia del Norte, y serviría como un torneo de preparación para los equipos que  participarían en la Copa Mundial de ConIFA a partir del 30 de mayo.
Sin embargo, el 20 de marzo de 2020, la International Surrey Football anunció que el torneo se pospondrá hasta el verano de 2021 debido a la pandemia de coronavirus.

El 23 de octubre de 2020, la International Surrey Football anunció que el torneo se reprogramaría para el 29 y 30 de mayo de 2021 y que estaría sujeto a las restricciones de COVID-19 que aún se aplican en ese momento por el gobierno del Reino Unido. El 15 de enero de 2021, la International Surrey Football anunció que el torneo enfrentaría un mayor aplazamiento debido a la continua incertidumbre relacionada con COVID-19 con respecto a los viajes de los equipos y la asistencia de los fanáticos. En ese momento, no se dio una nueva fecha o marco de tiempo.

## Sistema de competición
La competición será disputada en sistema de eliminación directa. Los ganadores de cada uno de los dos partidos en el primer día compiten entre sí por la Copa Southern Frontier, mientras que los dos equipos perdedores disputarán el tercer lugar. El trofeo se disputará durante dos días, y cada día se disputarán dos partidos seguidos. Los partidos se jugarán en 90 minutos, si persiste el empate será disputada tanda de penales.

## Sedes
| Ciudad     | Estadio     | Capacidad |
| ---------- | ----------- | --------- |
| Whyteleafe | Church Road | 2.000     |

## Equipos participantes
| Equipo               | Continente   | Ranking ConIFA (octubre de 2018) |
| -------------------- | ------------ | -------------------------------- |
| Surrey (anfitrión)   | Europa       | n/a                              |
| Cascadia             | Norteamérica | 10º                              |
| Parroquias de Jersey | Europa       | n/a                              |
| Yorkshire            | Europa       | n/a                              |

## Partidos

### Semifinales
| 29 de mayo de 2021 | Bandera de ? | vs. | Bandera de ? | Church Road, Whyteleafe, Surrey |  |
| 12:00              |              |     |              |                                 |  |

| 29 de mayo de 2021 | Bandera de ? | vs. | Bandera de ? | Church Road, Whyteleafe, Surrey |  |
| 15:00              |              |     |              |                                 |  |

### Tercer lugar
| 30 de mayo de 2021 | Bandera de ? | vs. | Bandera de ? | Church Road, Whyteleafe, Surrey |  |
| 12:00              |              |     |              |                                 |  |

### Final
| 30 de mayo de 2021 | Bandera de ? | vs. | Bandera de ? | Church Road, Whyteleafe, Surrey |  |
| 15:00              |              |     |              |                                 |  |

## Clasificación final
| Posición          | Equipo |
| ----------------- | ------ |
| Medalla de oro    | TBD    |
| Medalla de plata  | TBD    |
| Medalla de bronce | TBD    |
| 4                 | TBD    |